# Runebergintorttu
Il runebergintorttu (runebergstårta in svedese, letteralmente "torta di Runeberg") è un dolce tradizionale finlandese delle dimensioni di un pasticcino, insaporito con mandorle e rum e farcito con confettura di lampone o fragola in un anello di zucchero. Pesa circa 100 grammi.
Il dolce prende il nome dal poeta finlandese Johan Ludvig Runeberg al quale, secondo la leggenda, sarebbe piaciuto mangiare il pasticcino accompagnato dal liquore svedese punsch. È tipicamente mangiato in Finlandia e preparato tradizionalmente da gennaio fino al giorno in cui si festeggia il compleanno di Runeberg, il 5 febbraio.

## Storia
La leggenda popolare vuole che la moglie di Runeberg, Fredrika Runeberg crei il dolce. La ricetta del dolce, contenuta in un libro di ricette del 1850, sarebbe una variante di una ricetta di Lars Astenius da Porvoo.